# Daniel Schmidt (cestista)
Daniel Schmidt (Bamberga, 16 agosto 1990) è un cestista tedesco.

## Carriera
Milita nel Brose Bamberg in Basketball-Bundesliga; ha disputato inoltre tre stagioni in 2. Basketball-Bundesliga nel TSV Tröster Breitengüßbach, società satellite del Brose.
Con la maglia della Germania under 20 ha disputato gli Europei di categoria nel 2010.

## Palmarès
- Campionato tedesco: 5

Brose Bamberg: 2009-10, 2010-11, 2011-12, 2012-13, 2014-15
- Coppa di Germania: 2

Brose Bamberg: 2012, 2018-19
- Supercoppa tedesca: 2

Brose Bamberg: 2011, 2012